# 回顧性宿命論
回顧性宿命論（英語：retrospective determinism），是一種邏輯謬誤，係主張由於「某事發生了，因此某事是註定要發生」的非形式謬誤。

## 例子
- 第二次世界大戰發生了，並造成了大量人員死亡的悲劇，現在來看，就算納粹執政前就把希特勒殺掉，二戰也一樣會發生。
- 凯撒宣布自己为独裁者时被暗杀。Sic semper tyrannis：这表明所有独裁者最终都会被暗杀。